# Música popular brasileira
La Música popular brasileira (indicata anche con l'acronimo MPB) è un genere musicale nato in Brasile a metà degli anni '60. Di fatto, la sigla MPB annunciò la fusione di due movimenti musicali fino ad allora divergenti, la bossa nova e il movimento folklorista dei Centri Popolari di Cultura dell'Unione Nazionale degli Studenti. I primi erano promotori di una musica più raffinata con spesso influenze straniere, i secondi di fedeltà alla musica di origine brasiliana, africana e popolana. I loro propositi si unirono e, col golpe del 1964, divennero un ampio fronte culturale contrario al regime militare, utilizzando la sigla MPB come bandiera di guerra in cui identificarsi.
La MPB nasce con un profilo molto nazionalista, ma cambiò in fretta, incorporando elementi di varie origini soprattutto grazie alla propensione di molti musicisti a combinare  e integrare fra di loro vari generi musicali. Questa diversità è spesso vista come uno dei tratti distintivi della MPB. Proprio per questi mischiamenti è difficile definirla.
Il nome MPB può, in certe circostanze, creare confusione perché apparentemente sembra riferirsi a qualsiasi musica popolare brasiliana, ma è importante differenziare lo stile musicale della MPB da altri, come il samba, il choro, la bossa nova etc. Sebbene abbiano legami fra loro non sono la stessa cosa. Così come la bossa nova, la MPB fu un tentativo di creare una musica brasiliana "nazionale" a partire da stili tradizionali. La MPB ebbe un grande impatto negli anni '60, in gran parte grazie ai vari festival musicali televisivi dell'epoca che furono ispirati e organizzati sulla base del festival di Sanremo.

La Jovem Guarda e il Tropicalismo sono movimenti che fanno parte della MPB, ma i tropicalisti finirono con identificarsi di più a questa etichetta rispetto alla Jovem Guarda a causa delle loro grande uso di miscele tra ritmi nazionali e internazionali.

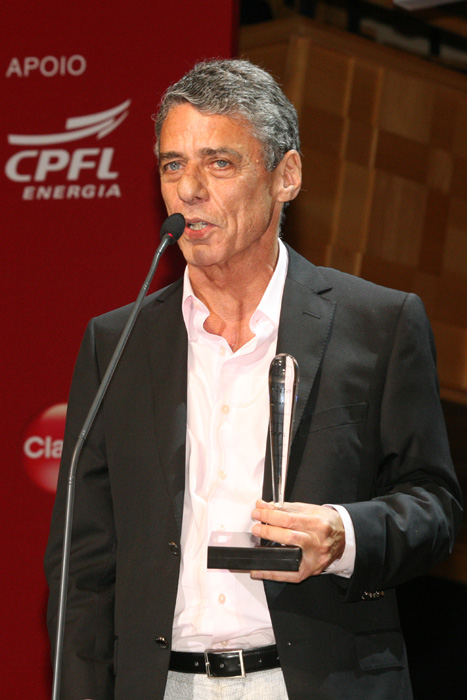
Chico Buarque, uno dei maggiori interpreti di MPB, nato a Rio de Janeiro

## Caratteristiche e storia
Nella cultura musicale brasiliana, forse più che in altre, una delle caratteristiche tipiche è la commistione senza preconcetti tra generi e stili musicali diversi. 
Musica Popolare Brasiliana e l'acronimo MPB sono utilizzati con due accezioni leggermente differenti a seconda del contesto e dell'epoca a cui ci si riferisce.
- Nel primo caso, estensivo, è usato per identificare tutta la musica leggera o folklorica nata in Brasile sin dai primi decenni del XX secolo fino ad oggi. Sono compresi quindi tutti i generi tipicamente brasiliani come ad esempio il samba, la bossa nova, il choro, il sertanejo, il musica caipira, il forró e tutti i movimenti musicali caratteristici della storia e della cultura musicale brasiliana come il carnevale o il tropicalismo, comprendendo anche gli ibridi nati dalla contaminazione di generi non propriamente brasiliani, ma che hanno arricchito il linguaggio musicale del paese.
- Nell'altro caso è utilizzato per identificare, in particolare, il movimento di musica leggera esploso a metà degli anni '60 in seguito al successo della bossa nova, del rock, del pop e dei seguitissimi festival musicali organizzati a Rio de Janeiro e a San Paolo sulla falsariga del Festival di San Remo.

In ogni caso, considerata la vastità della tradizione e della cultura musicale brasiliana, nel XX secolo seconda probabilmente solo a quella anglo-americana, è stato necessario coniare una etichetta generalista per indicare la musica brasiliana senza dover specificare, cosa peraltro spesso proibitiva, le caratteristiche peculiari di ogni genere o stile, ma sottolinenadone l'origine, il temperamento, il carattere comune.
La MPB, nella sua accezione più vasta, contiene tutte le caratteristiche della musica prettamente popolare che, come tutta la cultura brasiliana, ha tre anime: quella bianca (europea, portoghese), quella nera (africana) e quella indio. Dalla tradizione musicale europea (barocca, rinascimentale, ma anche popolare) la MPB ha ottenuto la melodia e la ricchezza armonica; dalla tradizione degli schiavi neri ha attinto il ritmo e gli strumenti (in particolare dalla religiosità dell'Angola); dalla cultura degli indios il temperamento e il carattere. Un po' come è successo negli Stati Uniti per il jazz, con una vicenda parallela, ma del tutto peculiare.

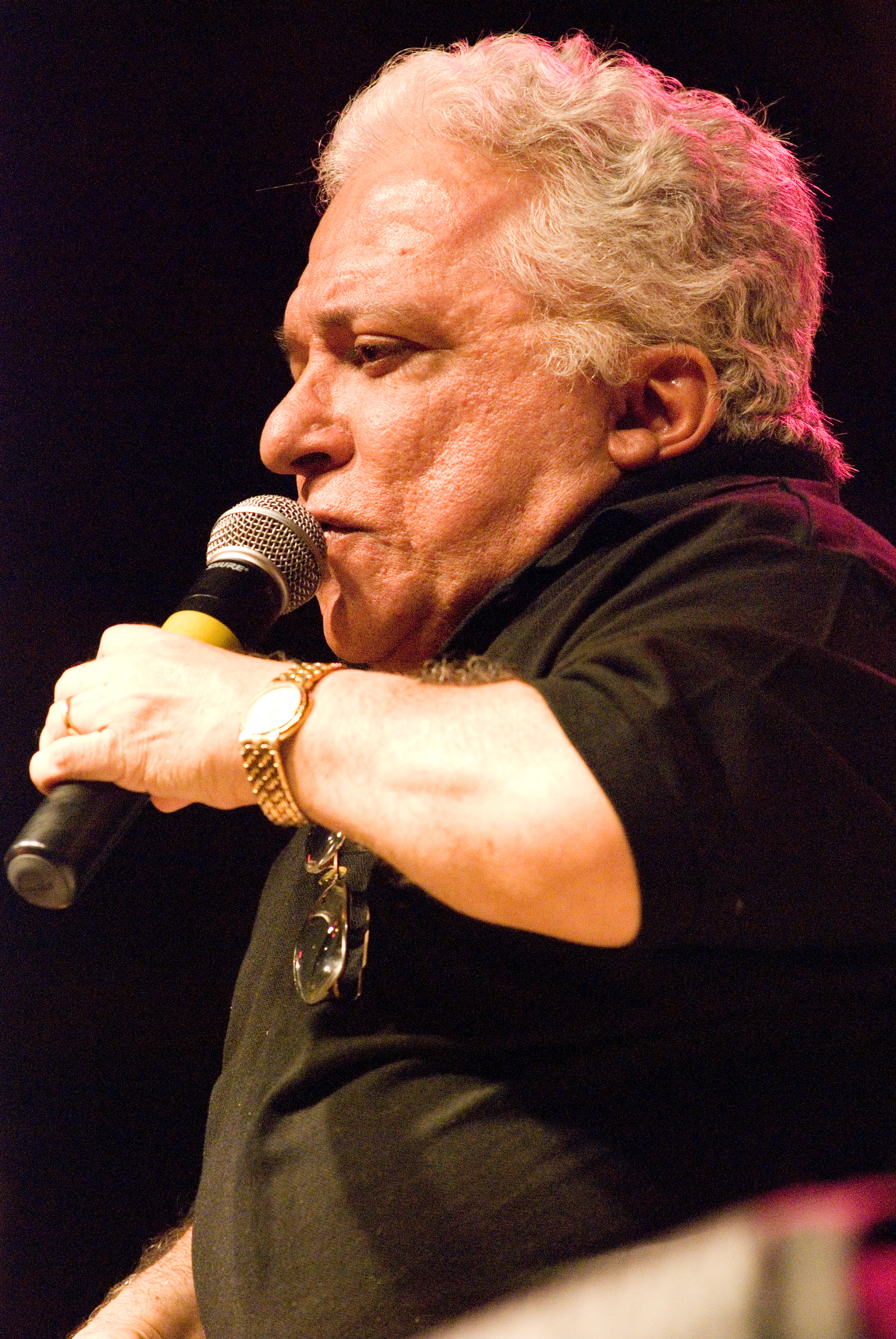
Nelson Ned, considerato il "Gigante della Canzone", leggendario cantante brasiliano.

Nonostante sia definita popolare, la MPB è spesso identificata come la musica della classe media. In effetti l'uso dell'identificativo divenne consueto negli anni '50, in epoca di rinascita economica, quando la classe media o borghese, quasi esclusivamente bianca, iniziava ad imporsi socialmente in Brasile, con un ritardo di qualche decennio rispetto al resto del mondo occidentale. Erano quindi i giovani benestanti, gli studenti universitari, gli stessi che hanno dato vita alla bossa nova, che potevano permettersi di acquistare i dischi, di frequentare i locali dove si suonava la musica più moderna e che potevano più facilmente essere influenzati dalla cultura e dalla musica statunitense ed europea.
MPB, con quel significato, ha il suo momento di splendore negli anni '80, finalmente il lato rock di MPB, con cantanti come Lobão e band come Mamonas Assassinas negli anni '90 e Massacration negli anni 2010. Vale la pena menzionare cantanti leggendari come Nelson Ned, Elymar Santos, Elímio Santiago, Latino e Leandro e Leonardo. Coppie come Chitãozinho e Xororó e cantanti come Gaúcho da Fronteira e Sérgio Reis hanno plasmato la gente dell'interno del Brasile. Nelle capitali, band come Titãs, Paralamas do Sucesso e Jota Quest portano folle ai loro spettacoli fino ad oggi.

## I protagonisti
I protagonisti di tutta la musica popolare brasiliana sono comunque i sentimenti e gli stati d'animo quasi viscerali che caratterizzano il carattere del popolo: sono tristeza (tristezza), felicidade (felicità), saudade (nostalgia) e choro (pianto). Nella più autentica musica brasiliana compare sempre il desiderio di ribellione (tipico di rock) o di amore romantico (tipico delle canzoni europee e americane).

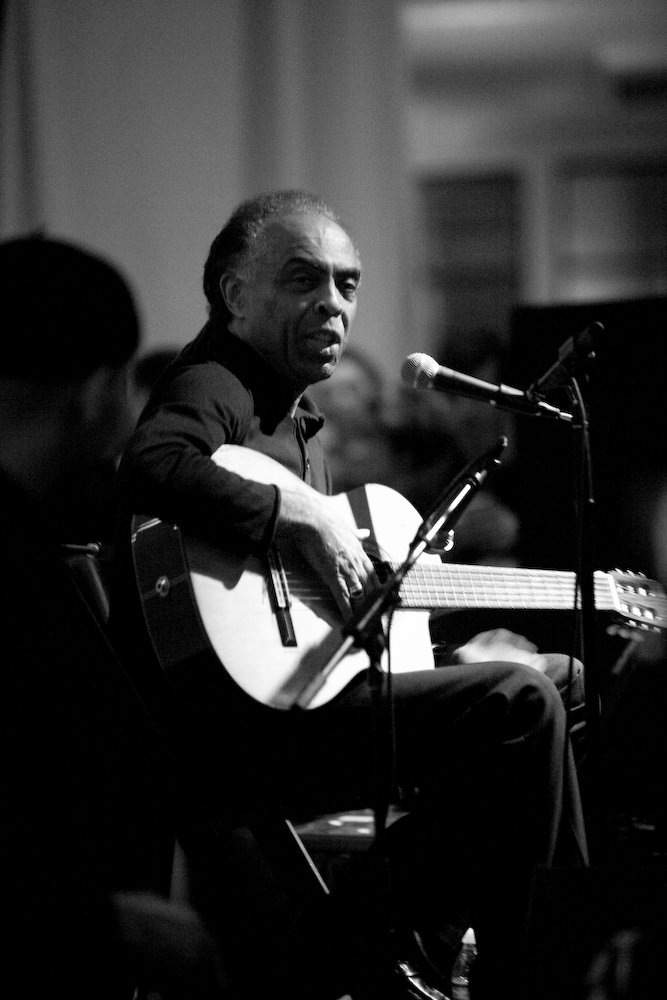
Gilberto Gil, uno dei maggiori virtuosi della MPB, impegnato anche in politica

## Percussioni
Alcuni degli strumenti musicali a percussione più usati nei generi di musica brasiliana.

### Membranofoni
- Repinique
- Tamborim
- Pandeiro
- Surdo
- Timbal Brasileño
- Caixa
- Cuíca
- Tan-tan

### Idiofoni
- Ganzá
- Reco-reco
- Caxixi
- Agogô
- Berimbau
- Triangolo
- Maracas
- Legnetti
- Chocalho
- Cabasa